# Nhà ga Ngã tư Vua
Nhà ga Ngã tư Vua (tiếng Anh: King's Cross railway station), hay còn được gọi là London King Cross, là ga cuối của tuyến đường sắt ở Khu Camden của Luân Đôn, gần Trung tâm Luân Đôn. Nó nằm trong nhóm nhà ga Luân Đôn và là một trong những nhà ga bận rộn nhất của Vương quốc Anh và là ga cuối phía Nam của Bến cuối phía Nam sau đó của Tuyến chính Bờ Đông tới Đông Bắc Anh và Scotland. Liền kề với nhà ga là Sân ga quốc tế St Pancras, bến cuối của Luân Đôn cho các dịch vụ Eurostar đến châu Âu. Bên dưới cả hai ga chính là nhà ga ống King Cross St Pancras trên Tàu điện ngầm Luân Đôn; kết hợp chúng tạo thành một trong những trung tâm giao thông lớn nhất của đất nước.
Nhà ga được mở tại Ngã tư Vua vào năm 1852 bởi Đường sắt Đại Bắc ở rìa phía bắc của Trung tâm Luân Đôn để phù hợp với Tuyến chính Bờ Đông. Nó nhanh chóng phát triển để phục vụ cho các tuyến ngoại ô và được mở rộng nhiều lần trong thế kỷ 19. Nó thuộc quyền sở hữu của Đường sắt Luân Đôn và Đông Bắc như một phần của nhóm Big Four năm 1923, người đã giới thiệu các dịch vụ nổi tiếng như Flying Scotsman và đầu máy xe lửa như Mallard. Tổ hợp nhà ga được phát triển lại vào những năm 1970, đơn giản hóa cách bố trí và cung cấp các dịch vụ ngoại thành điện, và nó trở thành một điểm cuối lớn cho InterCity 125 tốc độ cao. Tính đến  năm 2018, các chuyến tàu đường dài từ King Cross được chạy bởi Đường sắt Đông Bắc Luân Đôn đến Edinburgh Waverley, Leeds và Newcastle; các nhà khai thác đường dài khác bao gồm Hull Trains và Grand Central. Ngoài ra, Great North chạy các chuyến tàu đi lại ngoại ô trong và xung quanh phía bắc London.
Vào cuối thế kỷ 20, khu vực xung quanh nhà ga trở nên nổi tiếng với nhân vật hạt giống và hạ lưu, và được sử dụng làm bối cảnh cho một số bộ phim. Một sự tái phát triển lớn đã được thực hiện trong thế kỷ 21, bao gồm khôi phục lại mái nhà ban đầu, và nhà ga trở nên nổi tiếng vì sự liên kết với các cuốn sách và phim Harry Potter, đặc biệt là Sân ga 9¾.

## Dịch vụ
Nhà ga tổ chức các dịch vụ trên các tuyến đường liên thành phố đến Đông Anh, Yorkshire, Đông Bắc Anh và miền đông và miền bắc Scotland, kết nối với các thành phố và thị trấn lớn như Cambridge, Peterborough, Hull, Doncaster, Leeds, Bradford, York, Sunderland, Newcastle, Edinburgh, Glasgow, Aberdeen và Inverness. Kể từ tháng 6 năm 2018, các tuyến đường chính này đã nằm dưới sự kiểm soát của chính phủ, tiếp quản từ Stagecoach và Virgin.

### Video
- 1935, Demonstration run of 'Silver Jubilee' to Grantham
- 1944, Retirement of driver Duddington Lưu trữ ngày 19 tháng 1 năm 2013 tại archive.today
- 1938, Stirling Single special train